# The Death Disc: A Story of the Cromwellian Period
The Death Disc: A Story of the Cromwellian Period er en amerikansk stumfilm fra 1909 af D. W. Griffith.

## Medvirkende
- George Nichols.
- Marion Leonard.
- Edith Haldeman.
- Frank Powell som Oliver Cromwell.
- James Kirkwood.